# Lockheed WP-3D Orion
Lockheed WP-3D Orion — науково-дослідницький літак, модифікований P-3 Orion, який використовується підрозділом Центру авіаційних операцій Національного управління океанічних і атмосферних досліджень (NOAA). Літаками керують службовці офіцерського корпусу NOAA. Існує лише два таких літака, кожен з яких має численні функції для збору інформації про погоду. Під час сезону ураганів в Атлантиці WP-3D розгортаються як мисливці за ураганами . Літак також досліджує арктичний льодовий покрив, хімію повітря, а також температуру води в океані та аналіз течій.

## Дизайн
WP-3D оснащені трьома метеорологічними радарами, радаром C-діапазону в носовій частині та нижній частині фюзеляжу, а також радаром X-діапазону в хвості літака. Вони також оснащені можливістю розгортання скидних зондів у штормових системах, мають бортові датчики температури та інше метеорологічне обладнання. Хоча літаки не посилені спеціально для польотів в урагани, їхні палуби були посилені, щоб витримати додаткове навантаження обладнання.
Літак також має пробовідбірник, який виступає з передньої частини літака, хвостовий доплерівський метеорологічний радар та інші унікальні інструменти на крилі.

## Операційна історія
Наразі NOAA керує двома WP-3D під назвами Miss Piggy та Kermit. Інший літак NOAA для полювання на урагани, Gulfstream IV-SP, називається Gonzo; вони доповнюють флот літаків WC-130, що експлуатуються 53-ю ескадрильєю метеорологічної розвідки ВПС Сполучених Штатів. Станом на 2014 рік ці два літаки налітали понад 10 000 годин кожен і потрапили в понад 80 ураганів. У 2024 році NOAA оголосило про плани замінити ці два літаки модифікованими C-130J, і планується, що вони будуть виведені з експлуатації до 2030 року.
У період з 2015 по 2017 роки літак пройшов капітальний ремонт на загальну суму 35 мільйонів доларів. Ця робота була виконана Південно-східним центром готовності флоту ВМС США в Джексонвіллі, Флорида. Літаки отримали нові крила та двигуни та модернізацію радарів та авіоніки. NOAA передбачає, що ці зміни дозволять літаку літати до 2032—2037 років.

## Технічні характеристики

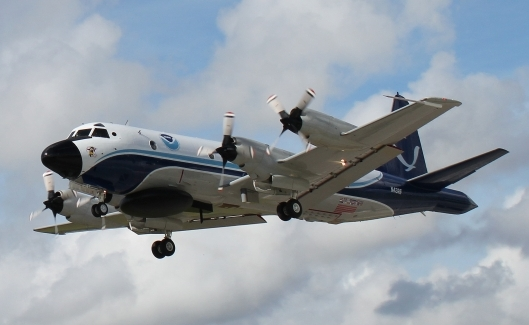
Lockheed WP-3D Orion у польоті з новою схемою фарбування NOAA

Загальні характеристики
- Екіпаж: до 22 осіб
- Довжина: 35,61 м (116 фут 10 дюйм)
- Розмах: 30,38 м (99 фут 8 дюйм)
- Висота: 10,44 м (34 фут 3 дюйм)
- Площа крила: 120,77 м2 (1 300,0 фут2)
- Порожня вага: 33 112 кг (72 999 фунт)
- Повна вага: 61 235 кг (135 000 фунт)
- Силова установка: 4 × Allison T56 14 турбогвинтових двигунів, 3400 кВт кожен

Льотні характеристики
- Крейсерська швидкість: 460 км/год (286 миля/год; 248 вуз)
- Дальність: 7 000 км (4 350 миля; 3 780 морська миля)
- Тривалість польоту: 11,5
- Практична стеля: 8 200 м (26 903 фут)
- Швидкопідйомність: 15 м/с (3 000 фут/хв)